# 山部町
山部町（やまべちょう）は、かつて北海道空知郡にあった町。

## 沿革
- 1919年（大正8年）4月1日 - 北海道二級町村制施行により空知郡山部村が村制施行し、山部村となる。
- 1940年（昭和15年）4月1日 - 字西達布が分離され、二級町村制施行により東山村が発足。
- 1965年（昭和40年）1月1日 - 町制施行し山部町となる。
- 1966年（昭和41年）5月1日 - 空知郡富良野町と合併して富良野市となり消滅。